# 臺中市立美術館
臺中市立美術館（簡稱中美館）是臺中市政府的市立美術館。2016年於西屯區臺灣大道市政大樓成立籌備處、2024年3月1日美術館行政系統開始運作，美術館基地座落在水湳經貿園區內，由日本建築師妹島和世規劃設計，建築為與臺中市立圖書館共構的臺中綠美圖，美術館總樓地板面積為27,528平方公尺，2019年9月16日動土開工，美術館預定於2025年12月13日開館。

## 歷史
原位於台中水湳機場的臺中航空站於2004年3月5日正式遷至清泉崗，之後水湳機場的民用軍用警用的航空陸續停止運作。胡志強臺中市政府團隊視該地為臺中市區內最後一塊未開發的處女地，2008年4月將水湳機場藉由都市計畫更新轉規劃為經貿園區。2010年下半年發布了此區段之土地重劃，其內容包括國際會展中心、中央公園、住宅區、文化商業特區、創新研究園區、城市博物館、城市文化(二)館（市立美術館、市立圖書館）、臺灣塔（後改為臺灣智慧營運塔）、中臺灣電影推廣園區電影館（今中臺灣電影中心）等計畫。
- 2013年10月，台中城市文化館國際競圖由日本的SANAA建築師事務所(妹島和世+西澤立衛 Kazuyo Sejima + Ryue Nishizawa)、劉培森建築師事務所獲得首獎[4]。因考量實際功能即為市立圖書館及市立美術館，且為避免與文化中心及地方文化館混淆，並能結合基地周邊森林公園意象，重新命名為「臺中綠美圖」。
- 2016年，由臺中市文化局正式成立「臺中市立美術館籌備處」。
- 2019年9月16日，臺中綠美圖正式開工，原計畫於2020年12月完工啟用，因設計變更後重新招標，將延後於2022年底後完工啟用[5]。
- 2024年3月1日，「臺中市立美術館」行政系統正式運作，首任館長就任。

## 歷任首長
籌備處主任
1. 施純福：2016年－2024年2月29日（文化局副局長兼任）

館長
1. 賴依欣：2024年3月1日—現任（前嘉義市立美術館館長）

## 組織
- 館長
  - 秘書
    - 副研究員
      - 組長、主任
        - 助理研究員、組員、技士、助理員、技佐、辦事員及書記

行政業務單位
- 典藏研究組
- 展覽規劃組
- 教育推廣組
- 秘書室
- 人事室
- 會計室

## 建築

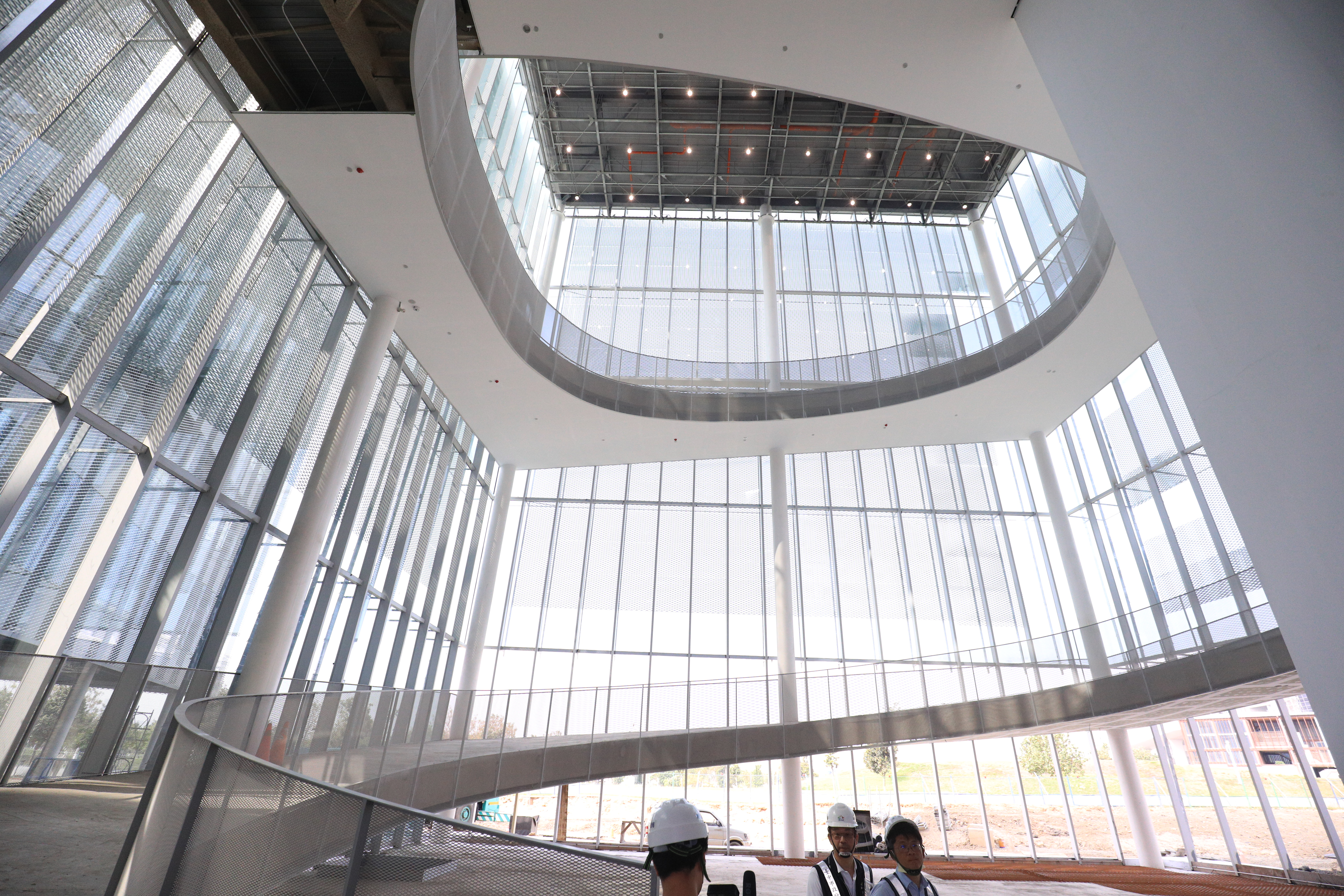
臺中市立美術館大廳

臺中市立美術館總樓地板面積為27,528平方公尺，包含展示、典藏及教育推廣空間。由建築師妹島和世設計，共計規劃有7個展覽空間。

## 外部連結
臺中市立美術館的Facebook專頁